# Judo-Afrikameisterschaften 2008
Die Judo-Afrikameisterschaften 2008 fanden vom 15. bis 18. Mai 2008 im marokkanischen Agadir statt.

## Ergebnisse

### Männer
| Gewichtsklasse                 | Gold             | Silber            | Bronze                             |
| ------------------------------ | ---------------- | ----------------- | ---------------------------------- |
| Superleichtgewicht (bis 60 kg) | Younes Ahamdi    | Elie Norbert      | Omar Rebahi Mahmoud El Sayed       |
| Halbleichtgewicht (bis 66 kg)  | Amin El Hady     | Mounir Benamadi   | Rachid Rguig Gideon van Zyl        |
| Leichtgewicht (bis 73 kg)      | Amar Meridja     | Éric Kibanza      | Marlon August MacLeon Paulin       |
| Halbmittelgewicht (bis 81 kg)  | Safouane Attaf   | Matthew Jago      | Yousef Badra Abderrahmane Benamadi |
| Mittelgewicht (bis 90 kg)      | Amar Benikhlef   | Hesham Mesbah     | Patrick Trezise Mohamed El Asri    |
| Halbschwergewicht (bis 100 kg) | Hassene Azzoune  | Mohamed Ben Saleh | Franck Moussima Sami Souissi       |
| Schwergewicht (über 100 kg)    | Anis Chedly      | Islam El-Shehaby  | Mohamed Merbah Djeguy Bathily      |
| Offene Klasse                  | Islam El-Shehaby | Anis Chedly       | Dieudonné Dolassem Ammar Belgacem  |

### Frauen
| Gewichtsklasse                 | Gold              | Silber          | Bronze                                              |
| ------------------------------ | ----------------- | --------------- | --------------------------------------------------- |
| Superleichtgewicht (bis 48 kg) | Chahnez M'barki   | Meriem Moussa   | Martine Randriamalalaniana Elsa Honorine Oyama Enye |
| Halbleichtgewicht (bis 52 kg)  | Soraya Haddad     | Amani Khalfaoui | Hortense Diédhiou Justina Erez Agatahi              |
| Leichtgewicht (bis 57 kg)      | Lila Latrous      | Hajer Barhoumi  | Fary Seye Beby Mahita                               |
| Halbmittelgewicht (bis 63 kg)  | Nesria Jelassi    | Kahina Saidi    | Aida Ali Oualla Esther Augustine                    |
| Mittelgewicht (bis 70 kg)      | Rachida Ouardane  | Gisèle Mendy    | Antónia Moreira de Fátima Hassania El Azzar         |
| Halbschwergewicht (bis 78 kg)  | Houda Miled       | Vivian Yusuf    | Souhir Madani Christelle Okodombe                   |
| Schwergewicht (über 78 kg)     | Nihal Chikhrouhou | Samah Ramadan   | Salima Baazizi Racky Bolly                          |
| Offene Klasse                  | Nihal Chikhrouhou | Samah Ramadan   | Christelle Okodombe Christina Herbu                 |

## Medaillenspiegel
| Platz | Nation          | Gold | Silber | Bronze | Gesamt |
| ----- | --------------- | ---- | ------ | ------ | ------ |
| 1.    | Algerien        | 6    | 3      | 4      | 13     |
| 2.    | Tunesien        | 6    | 3      | 2      | 11     |
| 3.    | Ägypten         | 2    | 4      | 1      | 7      |
| 4.    | Marokko         | 2    | 0      | 6      | 8      |
| 5.    | Senegal         | 0    | 1      | 4      | 5      |
| 6.    | Südafrika       | 0    | 1      | 3      | 4      |
| 7.    | Madagaskar      | 0    | 1      | 2      | 3      |
| 7.    | Nigeria         | 0    | 1      | 2      | 3      |
| 9.    | Dem. Rep. Kongo | 0    | 1      | 1      | 2      |
| 10.   | Libyen          | 0    | 1      | 0      | 1      |
| 11.   | Kamerun         | 0    | 0      | 4      | 4      |
| 12.   | Mauritius       | 0    | 0      | 2      | 2      |
| 13.   | Angola          | 0    | 0      | 1      | 1      |